# Сен-Сир-дю-Ронсере
Сен-Сир-дю-Ронсере́ (фр. Saint-Cyr-du-Ronceray) — коммуна во Франции, находится в регионе Нижняя Нормандия. Департамент коммуны — Кальвадос. Входит в состав кантона Орбек. Округ коммуны — Лизьё.
Код INSEE коммуны — 14570.

## Население
Население коммуны на 2010 год составляло 620 человек.
| 1962 | 1968 | 1975 | 1982 | 1990 | 1999 | 2010 |
| ---- | ---- | ---- | ---- | ---- | ---- | ---- |
| 261  | 309  | 385  | 611  | 707  | 674  | 620  |

## Экономика
В 2010 году среди 369 человек трудоспособного возраста (15—64 лет) 252 были экономически активными, 117 — неактивными (показатель активности — 68,3 %, в 1999 году было 68,0 %). Из 252 активных жителей работали 235 человек (126 мужчин и 109 женщин), безработных было 17 (11 мужчин и 6 женщин). Среди 117 неактивных 28 человек были учениками или студентами, 58 — пенсионерами, 31 были неактивными по другим причинам.